# Луїз Бургуан
Луї́з Бургуа́н (справжнє ім'я Аріан Бургуан (Ariane Bourgoin); нар. 28 листопада 1981, Ван, Франція) — французька акторка, модель і телеведуча на французькому телебаченні.

## Дитинство і юність
Аріан Бургуан народилася 28 листопада 1981 року в місті Ванн. Її батько був викладачем філософії в місті Ван, департаменту Морбіан, західної Бретані, а мати працювала лікаркою-психіатринею. Батьки Луїз розлучилися, коли вона була ще малою.
Її батьки мріяли, що вона матиме стабільну професію. Тому вони підтримали бажання вступити в Школу образотворчих мистецтв у Рене і отримати професію викладачки образотворчих мистецтв, оскільки Аріан з дитинства захоплювалася малюванням. У той же час вона починає працювати як модель і позує для відомого фотографа Яна Сандерсона (Ian Sanderson).

## Кар'єра ведучої
У 2004 році Луїз Бургуан стає однією з ведучих передачі «Kawaï!» на каналі «Дівчата ТБ» (Filles TV), в якій вона пише і представляє свої ідеї. Двома роками пізніше переходить на канал «Direct 8». Одночасно, разом з ведучим Марком Лакомбом (Marc Lacombe), вона готує пілотні випуски передачі для каналу «PLAYSTATION TV». Канал, згодом, так і не почне свого мовлення.
З 2006 року по червень 2008 року, Бургуан — ведуча прогнозу погоди в передачі «Le Grand Journal» на телевізійному каналі Canal+, головним ведучим якої є журналіст, продюсер та керівник Мішель Денізо (Michel Denisot). Щоб уникнути порівнянь з Аріан Массене (Ariane Massenet), вона вирішує змінити своє ім'я Аріан на ім'я Саломе (Salomé), а потім бере псевдонім Луїз Бургуан. Свій вибір вона пояснила любов'ю до робіт художниці Луїзи Буржуа.
Починаючи з вересня 2008 року, кожну п'ятницю вона виступає ведучою рубрики «Прочитане на тілі» (Lu à la télé) у телепередачі «Le Grand Journal», в якій Бургуан представляє кілька прочитаних книг. Рубрика закінчується маленьким кліпом, де вона пародіює одну персоналію або діяча. Серед знаменитостей, яких пародіювала Луїз Бургуан можна помітити актрису Аріель Домбаль (Arielle Dombasle), французьких політичних діячоу Сеголен Руаяль і Розалін Башело (Roselyne Bachelot), а також Карлу Бруні-Саркозі і Жана Саркозі, сина Ніколя Саркозі.

## Кар'єра акторки
У 2008 році Луїз Бургуан зіграла свою першу роль у фільмі «Дівчина з Монако» режисера Анн Фонтен, що вийшов 20 серпня 2008 року. Режисер шукала «юну дівчину, безрозсудну і вільну». У цьому фільмі Луїза грає роль ведучої прогнозу погоди поруч з Фабрисом Лукіні.
У 2010 році вона грає головну роль Адель Блан-Сек у фільмі «Незвичайні пригоди Адель», режисером і автором сценарію якого виступив Люк Бессон.
2011 року грає головну роль у драматичній комедії «Сексу багато не буває» Ремі Безансона.
У 2013 році знялася у фільмі Гійома Нікль «Черниця», який брав участь у основної програми 63-го Берлінського міжнародного кінофестивалю.
У 2013 році знімається в одній з головних ролей у комедійному фільмі "Як вкрасти діамант" (режисер Джоел Гопкінс) разом із Пірсом Броснаном та Еммою Томпсон.

## Особисте життя
У стосунках з музикантом Терпом. У пари є син — Етьєнн (нар.07.04.2016).

## Премії і номінації
- 2008 — Премія «Raimu de la Comédie»: Краща акторка, що подає надію, за роль у фільмі «Дівчина з Монако».
- 2009 — номінація на Премію «Сезар»: Краща акторка, що подає надію, за роль у фільмі «Дівчина з Монако».